# مارغريت تشيرشل
مارغريت تشيرشل (بالإنجليزية: Marguerite Churchill)‏ هي ممثلة أمريكية، ولدت في 25 ديسمبر 1910 في كانساس سيتي في الولايات المتحدة، وتوفيت في 9 يناير 2000 في بروكن أرو في الولايات المتحدة.

## وصلات خارجية
- مارغريت تشيرشل على موقع IMDb (الإنجليزية)
- مارغريت تشيرشل على موقع ألو سيني (الفرنسية)
- مارغريت تشيرشل على موقع أول موفي (الإنجليزية)
- مارغريت تشيرشل على موقع قاعدة بيانات برودواي على الإنترنت (الإنجليزية)
- مارغريت تشيرشل على موقع قاعدة بيانات الأفلام السويدية (السويدية)
- مارغريت تشيرشل على موقع إن إن دي بي (الإنجليزية)
- مارغريت تشيرشل على موقع قاعدة بيانات الفيلم (الإنجليزية)
- مارغريت تشيرشل على موقع كينوبويسك (الروسية)